# Jezioro Świętajno (Olecko)
Der Jezioro Świętajno [jeˈʑɔrɔ ɕfʲɛnˈtai̯nɔ] (deutsch Schwentainer See), zu unterscheiden vom Jezioro Świętajno (Szczytno) im Powiat Szczycieński, ist ein See in der Landgemeinde Świętajno im Powiat Olecki in der Woiwodschaft Ermland-Masuren in Polen. Auf der östlichen Seite liegt die Ortschaft Świętajno.
Der See ist 800 Meter breit und ca. 1,7 km lang.
Südlich schließt sich der etwas größere Jezioro Dworackie an. Beide gehören zur Masurischen Seenplatte.